# 라이언 슬래터리
라이언 슬래터리(Ryan Slattery, 1982년 9월 11일 ~ )는 미국의 배우, 각본가, 영화 프로듀서, 영화배우이다.
벤투라에서 태어났다.

## 영화
- 슈퍼파워 (2009년)
- 슬립오버 (2004년) - 피터 역
- 세실 B. 디멘티드 (2000년)
- 블레어 윗치 2 - 어둠의 경전 (2000년)
- 리플레이스먼트 (2000년)